# Kościół św. Michała Archanioła w Siennej
 Kościół pw. św. Michała Archanioła w Siennej – zabytkowy kościół w Siennej, wpisany do rejestru zabytków nieruchomych województwa dolnośląskiego.

## Historia
Zabytkowy, barokowy kościół filialny parafii MB Królowej Polski i św. Maternusa w Stroniu Śl., zbudowany w drugiej połowie XVIII w., przebudowany w XIX w.,  kryty dachem dwuspadowym zakończonym półkoliście z sygnaturką zwieńczoną hełmem.